# Lusovci
Lusovci (Os Lusíadas), je klasické dílo portugalské literatury, epos básníka Luíse Vaze de Camõese, vydaný prvně roku 1572 (Lusovci jsou obyvatelé Lusitanie, což je římské jméno pro Portugalsko).
Dílo je neseno humanistickým duchem renesance a popisuje ve verších (po vzoru Homérovy Odysseje a Vergiliovy Aeneis) cestu Vasca da Gamy kolem afrických břehů do Indie a zpět, přičemž antičtí bohové svými zásahy jeho cestu ovlivňují, a to pozitivně i negativně: protivníkem Vasca de Gamy je Bacchus, zastánkyní Portugalců se stává Venuše. Epos zároveň obsahuje idealizovanou historii Portugalska od počátku až k časům Camõesovým, především portugalské zámořské objevy a kolonizaci v Asii. Obsahuje četné odkazy na mytologii a klasický starověk. Je uznáváno nejen pro svou vysokou literární kvalitu, ale také pro svůj velký patriotismus. Je věnováno portugalskému králi Sebastianovi I.
Dílo sestává z deseti zpěvů o různém počtu slok. Dohromady je slok 1102 a obsahují 8816 veršů.
Roku 1836 se o překlad pasáže tohoto díla pokusil Josef Bojislav Pichl, který svůj text zveřejnil v Časopisu společnosti Vlasteneckého Musea v Čechách. Výňatky z Lusovců publikoval středoškolský profesor František Doucha. První překlad Camõesových Lusovců vydal roku 1902 Jaroslav Vrchlický

## Česká vydání
- Lusovci, Jan Otto, Praha 1902, přeložil Jaroslav Vrchlický, znovu 1927,
- Lusovci, SNKLU, Praha 1958, přeložil Kamil Bednář.